# Voetbal op de Olympische Zomerspelen 2020
Voetbal is een van de sporten die beoefend worden tijdens de Olympische Zomerspelen 2020 in Tokio, Japan. Er zullen twee toernooien gespeeld worden, een mannen- en een vrouwentoernooi. Aan het mannentoernooi doen 16 elftallen mee en bij de vrouwen 12. De spelers van de mannenelftallen mogen in principe niet ouder zijn dan 23 jaar. Drie spelers mogen boven deze leeftijd zijn. Voor de vrouwenelftallen geldt deze leeftijdsrestrictie niet.
De wedstrijden vinden plaats van 21 juli tot en met 7 augustus 2021.

## Stadions
| Kashima                 | Tokio                                         | Saitama                                       | Yokohama                                      |
| ----------------------- | --------------------------------------------- | --------------------------------------------- | --------------------------------------------- |
| Kashimastadion          | Ajinomotostadion                              | Saitamastadion                                | Int. Stadion Yokohama                         |
| Capaciteit: 42.000      | Capaciteit: 49.000                            | Capaciteit: 62.000                            | Capaciteit: 70.000                            |
|                         |                                               |                                               |                                               |
| Tokio                   | · Yokohama Saitama Rifu Tokio Sapporo Kashima | · Yokohama Saitama Rifu Tokio Sapporo Kashima | · Yokohama Saitama Rifu Tokio Sapporo Kashima |
| Nieuw Olympisch Stadion | · Yokohama Saitama Rifu Tokio Sapporo Kashima | · Yokohama Saitama Rifu Tokio Sapporo Kashima | · Yokohama Saitama Rifu Tokio Sapporo Kashima |
| Capaciteit: 60.016      | · Yokohama Saitama Rifu Tokio Sapporo Kashima | · Yokohama Saitama Rifu Tokio Sapporo Kashima | · Yokohama Saitama Rifu Tokio Sapporo Kashima |
|                         | · Yokohama Saitama Rifu Tokio Sapporo Kashima | · Yokohama Saitama Rifu Tokio Sapporo Kashima | · Yokohama Saitama Rifu Tokio Sapporo Kashima |
| Rifu                    | · Yokohama Saitama Rifu Tokio Sapporo Kashima | · Yokohama Saitama Rifu Tokio Sapporo Kashima | · Yokohama Saitama Rifu Tokio Sapporo Kashima |
| Miyagistadion           | · Yokohama Saitama Rifu Tokio Sapporo Kashima | · Yokohama Saitama Rifu Tokio Sapporo Kashima | · Yokohama Saitama Rifu Tokio Sapporo Kashima |
| Capaciteit: 48.000      | · Yokohama Saitama Rifu Tokio Sapporo Kashima | · Yokohama Saitama Rifu Tokio Sapporo Kashima | · Yokohama Saitama Rifu Tokio Sapporo Kashima |
|                         | · Yokohama Saitama Rifu Tokio Sapporo Kashima | · Yokohama Saitama Rifu Tokio Sapporo Kashima | · Yokohama Saitama Rifu Tokio Sapporo Kashima |
| Sapporo                 | · Yokohama Saitama Rifu Tokio Sapporo Kashima | · Yokohama Saitama Rifu Tokio Sapporo Kashima | · Yokohama Saitama Rifu Tokio Sapporo Kashima |
| Sapporo Dome            | · Yokohama Saitama Rifu Tokio Sapporo Kashima | · Yokohama Saitama Rifu Tokio Sapporo Kashima | · Yokohama Saitama Rifu Tokio Sapporo Kashima |
| Capaciteit: 42.000      | · Yokohama Saitama Rifu Tokio Sapporo Kashima | · Yokohama Saitama Rifu Tokio Sapporo Kashima | · Yokohama Saitama Rifu Tokio Sapporo Kashima |
|                         | · Yokohama Saitama Rifu Tokio Sapporo Kashima | · Yokohama Saitama Rifu Tokio Sapporo Kashima | · Yokohama Saitama Rifu Tokio Sapporo Kashima |

## Kwalificatie

### Mannen
| Toernooi                                        | Datum                         | Locatie             | Plaatsen | Geplaatste landen                   |
| ----------------------------------------------- | ----------------------------- | ------------------- | -------- | ----------------------------------- |
| Gastland                                        | 7 september 2013              | n/a                 | 1        | Japan                               |
| Aziatisch kwalificatietoernooi                  | 8–26 januari 2020             | Thailand            | 3        | Saoedi-Arabië Zuid-Korea Australië  |
| Afrikaans kampioenschap voetbal onder 23 - 2019 | 8–22 november 2019            | Egypte              | 3        | Egypte Ivoorkust Zuid-Afrika        |
| CONCACAF kwalificatietoernooi                   | 18–30 maart 2021              | Mexico              | 2        | Mexico Honduras                     |
| CONMEBOL kwalificatietoernooi                   | 15 januari – 9 februari 2020  | Colombia            | 2        | Argentinië Brazilië                 |
| Olympisch kwalificatietoernooi                  | 21 september – 5 oktober 2019 | Fiji                | 1        | Nieuw-Zeeland                       |
| Europees kampioenschap voetbal onder 21 - 2019  | 16–30 juni 2019               | Italië / San Marino | 4        | Spanje Roemenië Duitsland Frankrijk |
| Totaal                                          | Totaal                        | Totaal              | 16       |                                     |

### Vrouwen
| Toernooi                                           | Datum                           | Locatie              | Plaatsen | Geplaatste landen                 |
| -------------------------------------------------- | ------------------------------- | -------------------- | -------- | --------------------------------- |
| Gastland                                           | 7 september 2013                | n/a                  | 1        | Japan                             |
| Aziatisch kwalificatietoernooi                     | 4 november 2018 – 13 april 2021 | Verschillende landen | 2        | Australië China                   |
| Afrikaans kwalificatietoernooi                     | 3 april 2019 – 10 maart 2020    | Verschillende landen | 1        | Zambia                            |
| CONCACAF kwalificatietoernooi                      | 28 januari – 9 februari 2020    | Verenigde Staten     | 2        | Canada Verenigde Staten           |
| Zuid-Amerikaans kampioenschap voetbal vrouwen 2018 | 4–22 april 2018                 | Chili                | 1        | Brazilië                          |
| Oceanisch kampioenschap voetbal vrouwen 2018       | 18 november – 1 december 2018   | Nieuw-Caledonië      | 1        | Nieuw-Zeeland                     |
| Wereldkampioenschap voetbal vrouwen 2019           | 7 juni – 7 juli 2019            | Frankrijk            | 3        | Groot-Brittannië Nederland Zweden |
| Intercontinentale play-off (CAF–CONMEBOL)          | 10–13 april 2021                | Turkije              | 1        | Chili                             |
| Totaal                                             | Totaal                          | Totaal               | 12       |                                   |

## Competitieschema
| GF | Groepsfase | ¼ | Kwartfinale | ½ | Halve finales | T | Troostfinale | F | Finale |

| Datum →     | woe 21 | don 22 | vrij 23 | zat 24 | zon 25 | maa 26 | din 27 | woe 28 | don 29 | vrij 30 | zat 31 | zon 1 | maa 2 | din 3 | woe 4 | don 5 | vrij 6 | vrij 6 | zat 7 | zat 7 |
| Onderdeel ↓ | woe 21 | don 22 | vrij 23 | zat 24 | zon 25 | maa 26 | din 27 | woe 28 | don 29 | vrij 30 | zat 31 | zon 1 | maa 2 | din 3 | woe 4 | don 5 | vrij 6 | vrij 6 | zat 7 | zat 7 |
| ----------- | ------ | ------ | ------- | ------ | ------ | ------ | ------ | ------ | ------ | ------- | ------ | ----- | ----- | ----- | ----- | ----- | ------ | ------ | ----- | ----- |
| Mannen      |        | GF     |         |        | GF     |        |        | GF     |        |         | ¼      |       |       |       | ½     |       |        |        | T     | F     |
| Vrouwen     | GF     |        |         | GF     |        |        | GF     |        |        | ¼       |        |       |       | ½     |       |       | T      | F      |       |       |